# روجر سومر
روجر سومر (بالفرنسية: Roger Sommer)‏ هو صناعي وطيار فرنسي، ولد في 4 أغسطس 1877 في Pierrepont, Meurthe-et-Moselle ‏ في فرنسا، وتوفي في 14 أبريل 1965 في سان مكسيم ‏ في فرنسا.